# گروه آرپی‌اس‌جی
گروه آر‌پی-سَنجی گِوِنکا (به انگلیسی: RP-Sanjiv Goenka Group) (همچنین به‌عنوان گروه آرپی‌اس‌جی (به انگلیسی: RPSG Group) نیز شناخته می‌شود) شرکت خوشه‌ای هندی است، که در سال ۲۰۱۱ تأسیس شد.